# Айман Азхіль
Айман Азхіль (араб. أيمن أزهيل, нім. Ayman Azhil. нар. 10 квітня 2001, Дюссельдорф) — марокканський та німецький футболіст, півзахисник клубу «Боруссія». Виступав також за клуби «Валвейк» та «Баєр 04».

## Ігрова кар'єра
Айман Азхіль народився 2001 року в німецькому місті Дюссельдорф, та є вихованцем футбольної школи клубу «Баєр 04». У 2020 році керівництво клубу вирішило віддати гравця марокканського походження в оренду до нідерландського клубу «Валвейк», в якій він перебував до 2024 року, взявши участь у 50 матчах чемпіонату. У 2022 році Азхіль повернувся до «Баєра», проте гравцем основного складу не став, зігравши за рік лише 1 матч в Бундеслізі.
у 2023 році футболіст перейшов до складу клубу «Боруссія». Спочатку Азхіль грав виключно за дублюючий склад дортмундської команди, проте з 2024 року розпочав залучатися до основної команди клубу.